# 아이섬

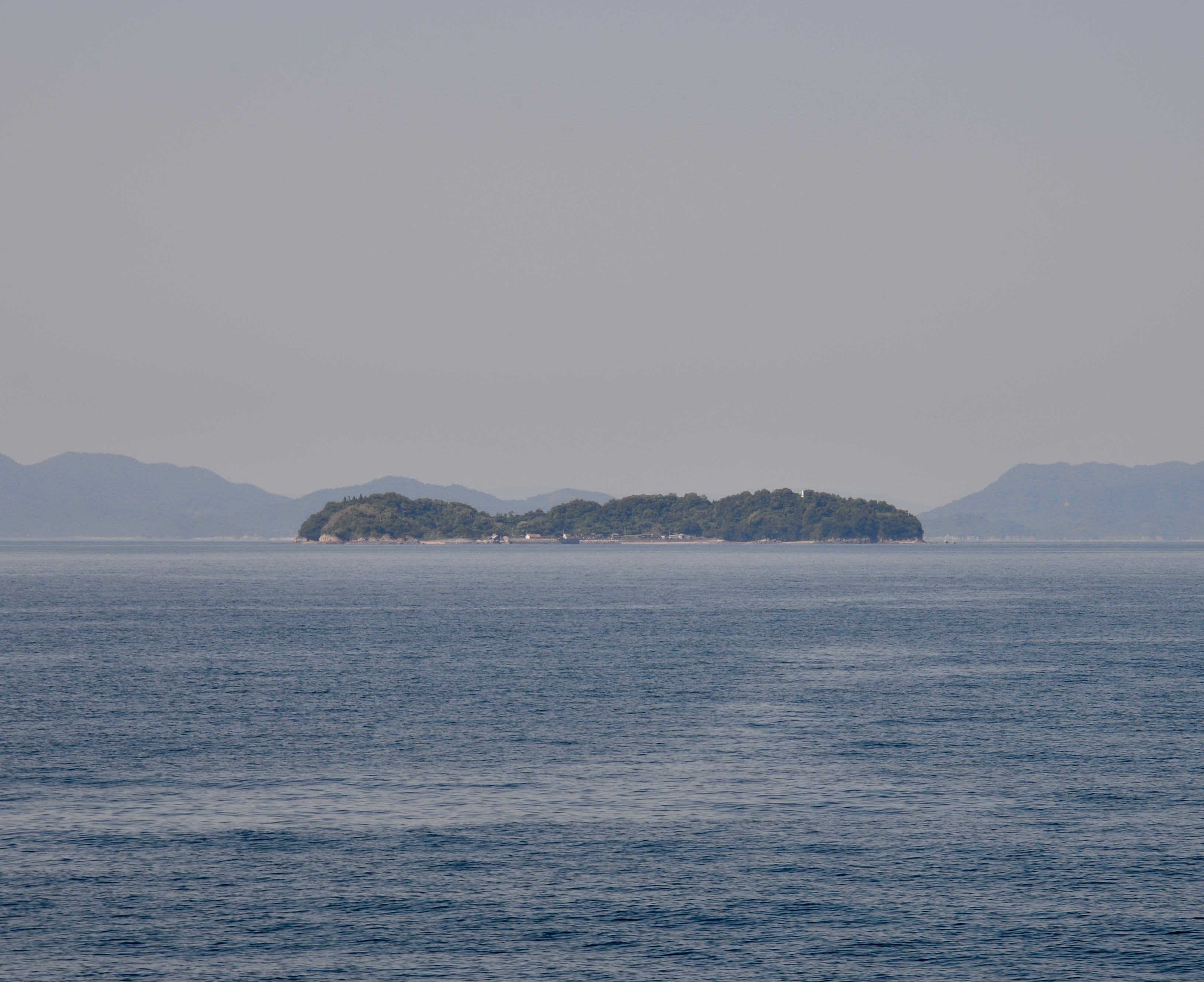

아이섬(安居島)은 일본 시코쿠 에히메현 마쓰야마시에 위치해 있는 섬이다. 이 섬은 면적이 0.26km2이며 가장 높은 해발 고도는 55m이다. 이 섬에 사람이 정착했던 것은 1871년부터이다. 인구는 1955년에 532명을 기록한 후 현재는 계속 감소하는 상태이다.